# Dernbach (powiat Neuwied)
Dernbach – miejscowość i gmina w zachodnich Niemczech, w kraju związkowym Nadrenia-Palatynat, w powiecie Neuwied, wchodzi w skład gminy związkowej Puderbach. Liczy 1 000 mieszkańców (2009). Znajduje się w obrębie strefy przemysłowej Urbacher Wald, z której korzystają małe i średnie przedsiębiorstwa.
W sąsiedztwie leży wzgórze Dernbacher Kopf (427 m n.p.m.).